# 永井直諒
永井 直諒（ながい なおまさ）は、摂津国高槻藩の第13代（最後）の藩主。子爵。

## 略歴
嘉永2年（1849年）11月24日、永井家一門で7000石を領した大身旗本・永井直次の三男として生まれる。慶応元年（1865年）閏5月16日、12代藩主永井直矢の死去により、末期養子として家督を相続した。また幕領3万2300石を預かった。同年12月15日、従五位下・日向守に叙任する。慶応3年（1867年）11月17日、土屋寅直、土井利与ら雁間詰の大名たちと朝廷へ出仕しないことを申し合わせる。同年12月21日、京都火消役を命じられた。また、孝明天皇の一周忌に際し、泉涌寺の警備も命じられた。慶応4年（1868年）1月8日、上洛する。同年3月4日、明治政府から帰藩を許可される。同年閏4月10日、再び上洛する。戊辰戦争では、はじめ日和見し、やがて新政府が有利になると新政府に与した。高槻は京都から河内に通じる重要な拠点であり、このため直諒は明治維新の洞ヶ峠とまで言われた。
藩政においては打ちこわし、村方騒動、大洪水が起こり、藩財政は悪化した。明治2年（1869年）6月20日、版籍奉還により知藩事となる。明治3年（1870年）6月13日、高槻城の城門・櫓の破却を願い出る。明治4年（1871年）7月14日、廃藩置県で藩知事を免職となる。明治15年（1882年）、宮中祗候となる。明治17年（1884年）、子爵となる。明治18年（1885年）、賢所勤番となる。大正8年（1919年）12月14日に死去した。享年71。

## 系譜
- 父：永井直次
- 母：不詳
- 養父：永井直矢（1842年 - 1865年）
- 妻：房子 - 本多助実の養女、本多賢承の娘
- 養子
  - 男子：永井直翠 - 松平頼聰の子
  - 男子：永井直邦（1896年 - 1950年） - 戸田康泰の五男

| 日本の爵位 | 日本の爵位                              | 日本の爵位    |
| ---------- | --------------------------------------- | ------------- |
| 先代 叙爵  | 子爵 （高槻）永井家初代 1884年 - 1919年 | 次代 永井直邦 |